# Gūr Moḩammad Tīzāb
Gūr Moḩammad Tīzāb (persiska: گور محمّد, Gūr Moḩammad, گور محمد تیزاب) är en ort i Iran.   Den ligger i provinsen Lorestan, i den västra delen av landet, 400 km sydväst om huvudstaden Teheran. Gūr Moḩammad Tīzāb ligger 1 794 meter över havet och antalet invånare är 150.
Terrängen runt Gūr Moḩammad Tīzāb är lite bergig, och sluttar söderut.Runt Gūr Moḩammad Tīzāb är det ganska tätbefolkat, med 58 invånare per kvadratkilometer. Närmaste större samhälle är Qomīsh, 8,6 km norr om Gūr Moḩammad Tīzāb. Omgivningarna runt Gūr Moḩammad Tīzāb är i huvudsak ett öppet busklandskap.